# Okrągła (Rachcin)
Okrągła – część wsi Rachcin w Polsce, położona w województwie kujawsko-pomorskim, w powiecie lipnowskim, w gminie Bobrowniki.
W latach 1975–1998 Okrągła należała administracyjnie do województwa włocławskiego.

## Historia
Okrągła powstała w 2 poł. XIX wieku jako folwark w obrębie dóbr Chełmica Duża i należała do gminy Szpetal. W 1922 r. dobra zostały podzielone – powstał majątek Okrągła przekazany Jerzemu Aleksandrowiczowi, którego sylwetkę przedstawia Piotr Gałkowski: "przed wybuchem rewolucji październikowej zaznajomił się z Mołotowem i tę znajomość wykorzystywał do 1917 r., organizując przerzuty ziemian rosyjskich do Polski (...). W 1922 r. osiadł w dobrach Okrągłej". Jerzy Aleksandrowicz był pierwszym prezesem OSP Rachcin.
Dziś Okrągła zamieszkana przez 61 osób jest najmniejszą pod względem liczby mieszkańców częścią wsi Rachcin (dane USC Bobrowniki z 20.01.2015 r.).

## Zabytki

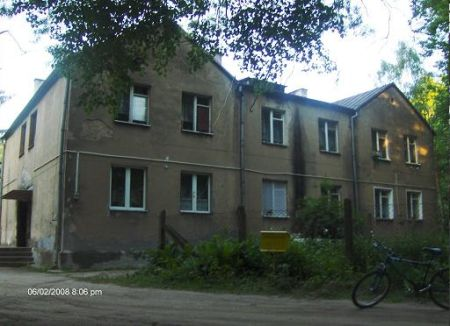
Dwór po majątku Okrągła

Według rejestru zabytków NID na listę zabytków wpisany jest zespół dworski z XVII/XVIII i pocz. XX w., nr rej.: 325/A z 5.11.1993:
- dwór, ok. 1920, przebudowany ok. 1970
- rządcówka
- spichlerz
- park z pocz. XX w.